# Christian Roith
Christian Roith (* 9. Dezember 1905 in München; † 2. September 1969 ebenda) war ein deutscher Politiker der SPD.

## Leben
Roith erlernte den Beruf des Schlossers und schloss sich 1922 dem Deutschen Metallarbeiterverband an. Als Vertreter verschiedener Branchen war er von 1926 bis 1928 auch in Österreich aktiv. Aufgrund seiner Tätigkeit für die SPD und gegen den Nationalsozialismus wurde er 1933 im KZ Dachau interniert. Danach war er als Baustoffvertreter tätig. Nach dem Krieg übernahm er einen Sekretärsposten bei der Konsumgenossenschaft.

## Politik
Im Jahre 1930 wurde Roith Sektionsführer der SPD im Münchner Stadtteil Thalkirchen. Im Mai 1933 rückte er für Wilhelm Hoegner in den Bayerischen Landtag nach, der noch im selben Jahr aufgelöst wurde. Nach dem Krieg wurde er in den Münchner Stadtrat berufen, außerdem war er als Parteisekretär und Leiter des Münchner Bezirksbüros wieder für die SPD tätig. Er gehörte 1946 der Verfassunggebenden Landesversammlung an und wurde in den ersten Bayerischen Landtag nach dem Krieg gewählt.
Bei der Landtagswahl 1950 kandidierte er im Stimmkreis Freising für das Direktmandat und landete hinter Xaver Ernst von der Bayernpartei und Franz Heubl von der CSU auf dem dritten Platz. Letztlich verpasste er den Wiedereinzug in den Landtag und schied aus dem Parlament aus.